# Benvenuto/Tanto, tanto tempo fa
Benvenuto/Tanto, tanto tempo fa è il quarto singolo discografico di Cristina Zavalloni e inciso insieme al coro Le Voci dal Mondo, pubblicato nel 1987.

## Descrizione
Il brano presente sul lato A è la sigla finale del programma televisivo Il Sabato di Bravo Bravissimo.

## Tracce
Lato A
1. Benvenuto (testo: Giulio Rapetti – musica: Paolo Zavallone)

Lato B
1. Tanto, tanto tempo fa (testo: Giulio Rapetti – musica: Paolo Zavallone)

## Formazione
- Cristina Zavalloni – voce solista
- Le Voci dal Mondo – coro
- El Pasador – direzione orchestrale